# Халилов, Маджид Шарипович
Маджи́д Шари́пович Хали́лов (род. 25 февраля 1953, Бежта, Цунтинский район, Дагестанская АССР, РСФСР, СССР) — советский и российский лингвист, доктор филологических наук, профессор, заслуженный деятель науки Российской Федерации и Республики Дагестан, лауреат Государственной премии Республики Дагестан в области науки, лауреат Всероссийской общественной премии за сохранение языкового многообразия в Российской Федерации.

## Биография
Родился 25 февраля 1953 года в селе Бежта Цунтинского района Дагестанской АССР. В 1976 году окончил русско-дагестанское отделение филологического факультета Дагестанского государственного университета с отличием.
1977—1980 годах проходил аспирантскую подготовку при Институте истории, языка и искусства им. Г. Цадасы Дагестанского филиала АН СССР. В 1981 году защитил кандидатскую диссертацию на тему «Лексика бежтинского языка» (науч. рук. дфн Г. А. Климов), а в 1993 г. — докторскую на тему «Грузинско-дагестанские языковые контакты» (М.: Наука, 2004). ISBN 5-02-032680-1.
С 1978 по 2006 годы работал на различных научных должностях сначала сектора бесписьменных языков, затем отдела лексикологии и лексикографии Института языка, литературы и искусства им. Г. Цадасы Дагестанского научного центра РАН (1978—1981 гг. — старший лаборант, 1981—1986 гг. — младший научный сотрудник, 1986—1992 гг. — научный сотрудник, 1992—1994 гг. — старший научный сотрудник, 1994—1995 гг. — ведущий научный сотрудник). C 1995 по 2006 годы возглавлял отдел лексикологии и лексикографии.
С сентября 2006 по май 2015 гг. работал лингвистом-исследователем Департамента Лингвистики Института эволюционной антропологии им. Макса Планка (Лейпциг, ФРГ), а с 2012 года вновь возглавляет и отдел лексикологии и лексикографии Института языка, литературы и искусства им. Г. Цадасы Дагестанского научного центра Российской академии наук (и до июня 2015 г. по совместительству продолжал работать в Институте эволюционной антропологии); с марта 2020 года — главный научный сотрудник отдела лексикологии и лексикографии.
Хобби: путешествие (побывал в Азербайджане, Австрии, Ватикане, Венгрии, Грузии, Германии, Голландии, Дании, Италии, Лихтенштейне, Словакии, Турции, Франции, Чехии, Швейцарии, Швеции).
Семья: супруга, два сына и дочь. Дочь — Заира Маджидовна Халилова (1983 г.р.) — также является известным лингвистом (доктор философии), специалистом по цезским языкам.

## Научная деятельность
Исследовательские интересы: вопросы фонетики, морфологии, словообразования, лексикологии и лексикографии нахско-дагестанских языков и языковые контакты. Автор более 300 научных публикаций (переводы, статьи, тезисы и около 100 онлайн-публикаций), в том числе 35 монографий и словарей. Халилов М. Ш. — основатель нового приоритетного направления в российском языкознании — исследование вопросов межъязыковых и внутриязыковых контактов на Кавказе (в рамках его реализации фундаментально исследовал языковые контакты кавказских и дагестанских языков: «Грузинско-дагестанские языковые контакты». М., 2004; «Аварско-андийские языковые контакты». Махачкала, 2005; «Заимствованная лексика в хваршинском языке». Лейпциг-Махачкала, 2013), является руководителем дагестанского проекта лексического и лексикографического описания литературных и бесписьменных языков: составлены более сорока словарей различных типов и двадцать из них изданы. Под его научным руководством защищены 18 кандидатские и 2 докторские диссертации. Впервые написаны и изданы капитальные монографии и словари по языкам Дагестана и Кавказа: «Словарь кавказских языков: сопоставление основной лексики» (в соавторстве с проф. Г. А. Климовым), «Словарь языков и диалектов народов Северного Кавказа: сопоставление основной лексики» (в соавторстве с проф. Б. Комри), «Бежтинско-русский фразеологический и фольклорно-этнографический словарь», «Язык, фольклор и этнография бежтинцев», «На устах у бежтинцев: легенды, предания, сказки и рассказы», «Грамматика бежтинского языка» и др. Является одним из составителей новых академического типа полных словарей: «Аварско-русский словарь» (более 36 тыс. слов), «Орфографический словарь аварского языка» (более 102 тыс. слов и словоформ). Ответственный редактор более тридцати монографических исследований, словарей и сборников статей по дагестанским языкам. Переведены на бежтинский язык и изданы «Евангелие от Луки», «Книга притчей Соломоновых» и четыре рассказа из «Евангелия от Луки».

## Основные труды

### Монографии и переводы
- Халилов М.Ш. Вопросы лексики бежтинского языка. — Махачкала -Москва: Монография депонирована в ИНИОН РАН, 14.12.1989; № 40450. — 198 с.
- Халилов М.Ш.и др. Библиография по дагестанскому языкознанию. — Махачкала: Институт ЯЛИ Дагестанского научного центра РАН, 1998..
- Рохеллис Хабар (перевод: "Евангелие от Луки" на бежтинском языке) / Перевод М.Ш. Халилова. — М.: Институт перевода Библии, 1999. — ISBN 5-89116-015-3.
- Халилов М.Ш. Грузинско-дагестанские языковые контакты. — М.: Наука, 2004. — ISBN 5-02-032680-1.
- Гамзатов Г.Г., Абдуллаев И.Х., Халилов М.Ш.и др. Институт языка, литературы и искусства им. Гамзата Цадасы: вчера, сегодня, завтра.. — Махачкала: ДНЦ РАН, Ин-т яз., лит. и искусства. им. Г. Цадасы., 2004. — 383 с. — ISBN 5-94434-038-X.
- Халилов М.Ш. Магомаева Х.М. Аварские заимствования в некоторых андийских языках. — Махачкала.: ДНЦ РАН, 2005. — ISBN 5-230-12896-8.
- Сулайбан авараглис анкълова (перевод: "Книга притчей Соломоновых" на бежтинском языке) / Перевод М.Ш. Халилова. — М.: Институт перевода Библии, 2005. — ISBN 5-93943-071-6.
- Халилов М.Ш., Исаков И.А. Гунзибский язык (Фонетика. Морфология. Словообразование. Лексика. Тексты). — Махачкала.: Alef, 2012. — ISBN 978-5-91431-080-3.
- Халилов М.Ш., Каримова Р.Ш. Заимствованная лексика в хваршинском языке. — Махачкала.: Alef, 2013. — ISBN 978-5-91431-101-5.
- Халилов М. Ш., Халилова З. М., Бернард Комри. Грамматика бежтинского языка: Фонетика, Морфология. Словообразование. — Лейпциг-Махачкала.: Alef, 2015. — ISBN 978-3-00-049170-2.
- Халилов М. Ш. Язык, фольклор и этнография бежтинцев / Отв. ред. З. М. Халилова. — М.: Институт перевода Библии. 2017. — 38 п.л. — ISBN 978-5-91431-157-2; ISBN 978-5-93943-240-5
- Халилов М. Ш. Четыре рассказа из «Евангелия от Луки» на бежтинском языке. — М.: Институт перевода Библии. 2018. — 46 с.
- Халилов М. Ш. Из бежтинских теснин на европейские просторы. Сборник научных статей / Отв. ред. З. М. Халилова. — Махачкала: Институт ЯЛИ ДНЦ РАН. 2018. — 348 с.- ISBN 978-5-91431-151-0;
- Carina Vamling, Madzhid Khalilov and ect. The Mouton Atlas of Languages and Cultures: Europe and the West, Central and South Asia. Vol. I / Мутонный Атлас языков и культур: Европа и Запад, Центральная и Южная Азия. Вып. I / Edited by Gerd Carling. — DE GRUYTER MOUTON, XXXII. 2019. — 800 pp. ISBN 978-3-037307-3.
- Халилов М. Ш. На устах у бежтинцев: легенды, предания, сказки и рассказы. / Отв. ред. З. М. Халилова. — М.: Институт языкознания РАН, 2020. — 792 с. — ISBN 978-5-00-128344-7
- Халилов М. Ш. Лексика бежтинского языка. — Махачкала: Институт ЯЛИ ДФИЦ РАН, 2023. — 362 с. — ISBN 978-5-00-212252-3.
- Халилов М. Ш., Халилова З. М. Библиографический указатель литературы по цезским (дидойским) языкам. — Москва-Махачкала: Институт языкознания РАН, Институт ЯЛИ ДФИЦ РАН, 2023. — 174 с. — ISBN 978-5-00-212386-5.
- Халилов М. Ш. Бежтинские тексты с поморфемной нотацией. — Махачкала: Институт ЯЛИ ДФИЦ РАН, 2025. — 526 с. — ISBN 978-5-00212-856-3.
- Халилов М.Ш. "Бесписьменный, но живой и реальный..." Сборник статей и рецензий /Составитель и отв. редактор З.М. Халилова. — Махачкала: Институт ЯЛИ ДФИЦ РАН, 2025. — 423 с. — ISBN 978-5-00212-857-0

### Словари
- Халилов М.Ш. Бежтинско-русский словарь. — Махачкала: Институт ЯЛИ ДНЦ РАН, 1995. — ISBN 978-5-91431-040-7.
- Халилов М.Ш. Цезско-русский словарь. — М.: Академия, 1999. — ISBN 5-87444-086-0, ISBN 5-874444-086-0 (ошибоч.).
- Халилов М.Ш., Исаков И.А. Гунзибско-русский словарь. — М.: Наука, 2001. — ISBN 5-02-022522-3.
- Халилов М. Ш., Гимбатов М.-К. М., Исаков И. А., Магомедханов М. М. Аварско-русский словарь. -Махачкала: Институт ЯЛИ ДНЦ РАН, 2003. // http://in-yaz-book.ru/avar/avar-rus-dic.shtml
- Халилов М.Ш. и др. Русско-аварский словарь. — Махачкала.: ДНЦ РАН, 2003. — ISBN 594434-023-1.
- Халилов М.Ш. Климов Г.А. Словарь кавказских языков: сопоставление основной лексики. — М.: Восточная литература, 2003. — ISBN 5-02-018283-4.
- Халилов М.Ш. Исаков А.И. Гинухско-русский словарь. — Махачкала: Институт ЯЛИ ДНЦ РАН, 2005. — ISBN 5-94434-015-0.
- Халилов М.Ш. Комри Б. Словарь языков и диалектов народов Северного Кавказа: сопоставление основной лексики. — Лейпциг-Махачкала: Институт эволюционной антропологии им. Макса Планка, 2010. — ISBN 978-3-00-035064-1.
- Халилов М.Ш. Бежтинско-русский фразеологический и фольклорно-этнографический словарь. — Лейпциг-Махачкала: Институт эволюционной антропологии им. Макса Планка, 2014. — ISBN 978-3-00-044985-7.
- Халилов М. Ш. Словарь бежтинского языка. — Махачкала: Институт ЯЛИ ДНЦ РАН, 2015 — ISBN 978-5-91431-143-5.
- Халилов М. Ш. и др. The Intercontinental Dictionary Series / Key, Mary Ritchie & Comrie, Bernard (eds.). Leipzig: Max Planck Institute for Evolutionary Anthropology. 2015. // http://ids.clld.org/
- Халилов М. Ш., Исаков И. А., Магомедов М. А. Орфографический словарь аварского языка. / 102000 слов и словоформ. — Махачкала: Институт ЯЛИ ДФИЦ РАН, 2021. — 512 с. — ISBN 978-5-00-128799-7
- Халилов М. Ш., Джидалаев Н. С., Магомедова З. Д. Словарь хваршинского языка. — Махачкала: Институт ЯЛИ ДФИЦ РАН, 2022. — 843 с. — ISBN 978-5-00-128920-3.
- Халилов М. Ш., Мусаев С. А., Джидалаев Н. С., Алиева Б. М. Русско-лакский терминологический словарь. — Махачкала: Институт ЯЛИ ДФИЦ РАН, 2022. — 608 с. — ISBN 978-5-00-212064-2.
- Халилов М. Ш., Абдулаев А. К. Диалектологический словарь цезского (дидойского) языка. — Махачкала: Институт ЯЛИ ДФИЦ РАН, 2023. — 434 с. — ISBN 978-5-00-212230-1.
- Халилов М.Ш. Словарь цезского (дидойского) языка. — Махачкала: Институт ЯЛИ ДФИЦ РАН, 2024. — 854с. — ISBN 978-5-00212-580-7.

### Статьи
- Халилов М. Ш. Глагольное словообразование в бежтинском языке. // Глагол в языках Дагестана. Сборник. — Махачкала, 1980.
- Халилов М. Ш. О лексико-грамматических классах в бежтинском языке. // Морфологическая структура дагестанских языков. Сборник. — Махачкала, 1981.
- Халилов М. Ш. Фонетическая адаптация заимствований в бежтинском языке. // Фонетическая система дагестанских языков. Сборник. — Махачкала, 1981.
- Халилов М. Ш., Исаков И. А. Термины родства и семейных отношений в дидойских языках. // Отраслевая лексика дагестанских языков. Сборник. — Махачкала, 1984.
- Халилов М. Ш., Исаков И. А. Соматические названия в цезских языках. // Проблемы отраслевой лексики дагестанских языков: соматические термины. Сборник. — Махачкала, 1986.
- Халилов М. Ш., Исаков И. А. Названия животных в цезских языках. // Отраслевая лексика дагестанских языков: названия животных и птиц. Сборник. — Махачкала, 1988.
- Халилов М. Ш., Климов Г. А. К арабизмам в бежтинском языке. // журнал «Восточная филология». Т 5. — Тбилиси, 1983.
- Chalilov M.Sch., Klimov G.A. Über georgische Lehnwörter in beshitischen Sprache (Грузинские заимствования в бежтинском языке). // журнал «Georgica-Heft 10». — Jena-Tbilissi, 1987.
- Халилов М. Ш. Бежтинско-русские языковые связи. // Национально-русские языковые связи. Сборник. — Махачкала, 1991.
- Халилов М. Ш. К вопросу о грузинско-дагестанских языковых контактах: к постановке проблемы. // Вопросы языкознания. — 1991, № 6.
- Халилов М. Ш., Рамазанов И. Р. Фонетико-морфологические и лексические особенности хашархотинского диалекта бежтинского языка. // Диалектологическое изучение дагестанских языков. Сборник. — Махачкала, 1992.
- Халилов М. Ш. Хронологическая стратификация грузинских лексических элементов в дагестанских языках. // Вопросы языкознания. — 1998, № 4.
- Халилов М. Ш. Бежтинский язык. Гинухский язык. // Энциклопедия «Языки народов Российской Федерации и соседних государств». Т.1. — М.,1997.
- Халилов М. Ш. Цезский язык. // Энциклопедия «Языки народов Российской Федерации и соседних государств». Т.3. — М.,1997. — ISBN 5-02-011267-4
- Халилов М. Ш. Бежтинский язык. Гинухский язык. Цезский язык. // Энциклопедия «Языки мира: Кавказские языки».- М., 1999. — ISBN 5-87444-079-8.
- Халилов М. Ш., Алексеев М. Е. Бежтинский язык. Гинухский язык. Гунзибский язык. Хваршинский язык. Цезский язык. // Языки народов России. Красная книга. — М.: Academia. 2002. — ISBN 5-87444-149-2.
- Khalilov M. Isakov I.A. Hinukh. // The Indigenous Languages of the Caucasus. Volume 3. — Michigan, USA, 2004. — ISBN 0-88206-070-8.
- Chalilov M., Chalilova Z. Das awarische Personennamensystem (Система личных имен в аварском языке). // Europaische Personennamensystem. Ein Handbuch von Abasisch bis Zentralladinisch Erscheinungsjahr. Band.2. — Hamburg: Baar, 2007. — ISBN 978-3-935536-65-3
- Khalilov M. Sh., Grawunder S., Simpson A. Phonetic Characteristics of Ejectives — Samples from Caucasian languages (Фонетическая характеристика абруптивных согласных в кавказских языках). // Turbulences, eds. Fuchs, S., Toda, M., Zyrgys, M., Mouton de Gruyter. — Berlin, 2008. — ISBN 978-3-11-022657-7
- Халилов М. Ш., Халидова Р. Ш. Сравнительные словари по дагестанским языкам. // Дагестан и Северный Кавказ в свете этнокультурного взаимодействия в Евроазии. — Махачкала, 2008.
- Khalilov M., Comrie B. Loanwords in Bezhta, a Nakh-Daghestanian of the North Caucasus (Заимствования в бежтинском языке нахско-дагестанской языковой группы). // Loanwords in the World’s languages. A comparative handbook. — Berlin, 2009.- ISBN 978-3-11-021843-5
- Халилов М. Ш., Бернард Комри, Халилова З. М. Проект «Грамматика бежтинского языка.» // Дагестан и Северный Кавказ в культурно-историческом измерении.- Махачкала, 2012. -ISBN 978-5-91431-085-8
- Халилов М. Ш. «Словарь языков, диалектов и говоров народов Дагестана: сопоставление основной лексики» (новый научный проект Института ЯЛИ ДНЦ РАН) // Вестник Института языка, литературы и искусства им. Г. Цадасы Дагестанского научного центра РАН. — Махачкала, 2012. Вып. 2. — ISSN 22277978
- Халилов М. Ш. «Удвоенные согласные в бежтинском языке» // Вестник Института языка, литературы и искусства им. Г. Цадасы Дагестанского научного центра РАН. — Махачкала, 2013. Вып. 3. — ISBN 22277978
- Халилов М. Ш. «Фономорфологические изменения и процессы в области вокализма и консонантизма бежтинского языка» // Вестник Института языка, литературы и искусства им. Г. Цадасы Дагестанского научного центра РАН. — Махачкала, 2013. Вып. 4. — ISSN 22277978
- Халилов М. Ш., Алиева З. М. «Некоторые актуальные вопросы в исследовании словообразования дагестанских языков» // Вестник Северо-Осетинского государственного университета имени К. Л. Хетагурова. Общественные науки. — Владикавказ, 2013. № 3. — ISSN 19947720
- Халилов М. Ш. Бежтинцы и бежтинский язык // «Родной язык» (электронный журнал Института языкознания и Института перевода Библии). — М., 2014, № 1.
- Халилов М. Ш. Ударение в бежтинском языке // Вестник Института языка, литературы и искусства им. Г.Цадасы Дагестанского научного центра РАН. — Махачкала, 2014. № 5.
- Bernard Comrie, Khalilov, M.Sh., Khalilova Z. M. Valency and valency classes in Bezhta (Валентность и валетносные классы в бежтинском языке). // In Andrej Malchukov, Martin Haspelmath & Bernard Comrie (eds.). Valency classes. Berlin: de Gruyter Mouton. 2015.
- Халилов М. Ш., Гусаева Р. Р. Фонетические звукосоответствия и процессы в области вокализма // Гуманитарные, социально-экономические и общественные науки. Всероссийский научный журнал. — Краснодар, 2015. — № 2.
- Халилов М. Ш., Киева З. Х. Явление антонимии в лингвистической терминологии ингушского языка // Гуманитарные, социально-экономические и общественные науки. — Тамбов, 2015. — № 3.
- Халилов М. Ш., Бектемирова П. М. Деепричастия причины и цели, меры и степени в бежтинском языке // Филологические науки. Вопросы теории и практики. — № 3 (45). — Ч. 3. — Тамбов, 2015.
- Халилов М. Ш., Алиева З. М. Исконный (собственный) пласт лексики в чамалинском языке // Современные проблемы науки и образования. — Краснодар, 2015. — № 2.
- Халилов М. Ш., Абдуллаев И. Х. Л. И. Жирков — первый доктор наук по дагестанским языкам // Междагестанские и межкавказские языковые контакты: историко-этимологические, ареальные и ономастические исследования. — Махачкала, 2015.
- Халилов М. Ш., Гравундер С. Фонетическая характеристика (неназализованных) гласных бежтинского языка: ультразвуковой анализ // Грамматика бежтинского языка: Фонетика, Морфология, Словообразование. — Лейпциг-Махачкала, 2015.
- Khalilov M.Sh., Khalilova Z.M. Word formation in Bezhta. In Müller, Peter O., Ingeborg Ohnheiser, Susan Olsen and Franz Rainer (eds.), 2015. Word-Formation: An International Handbook of the Languages of Europe. Berlin/New York: Mouton de Gruyter. (=Handbooks of Linguistics and Communication Science, HSK 40. 1-4).
- Khalilov M.Sh., Khalilova Z.M. Word formation in Avar. In Müller, Peter O., Ingeborg Ohnheiser, Susan Olsen and Franz Rainer (eds.), 2015. Word-Formation: An International Handbook of the Languages of Europe. Berlin/New York: Mouton de Gruyter. (=Handbooks of Linguistics and Communication Science, HSK 40. 1-4).
- Khalilov M.Sh. and Alieva Z.M. Unwritten Minority Languages of Daghestan: Status and Conservation Issues // Endangered Languages of the Caucasus and Beyond/ Edited by Ramazan Korkmaz ang Gurkan Dogan. Ardahan, 2016. — P. 98-108.
- Халилов М. Ш. Европа: на повестке — вопросы лингвистического кавказоведения // Халилов М. Ш. Из бежтинских теснин на европейские просторы. — Махачкала: Институт ЯЛИ ДНЦ РАН. 2018. — С.8-33.
- Халилов М. Ш. Геминированные, усиленные (интенсивные) и непридыхательные согласные в нахско-дагестанских языках //Халилов М. Ш. Из бежтинских теснин на европейские просторы. — Махачкала: Институт ЯЛИ ДНЦ РАН. 2018. — С. 164—185.
- Khalilov M.Sh., Shikhaliyeva S.H., Abdullaev I.Kh., Temirbulatova S-h.M. Serearch case data conceptology with the paradigmatic and syntagmatic maintenance/ // Opcion. 2018. V/ 34. № 87-2. P. 279—290.
- Халилов М. Ш., Темирбулатова С. М., Алиева З. М., Оцомиева-Тагирова З. М. Топонимическая система Дагестана: аспекты и перспективы исследования // «European Proceedings of Social and Behavioural Sciences» (Великобритания) — Грозный, 2019 г.
- Халилов М. Ш. Составление лингвистических, диалектологических словарей и атласов — актуальная задача современного дагестановедения (к постановке проблемы) // Вопросы современной дагестанской лексикологии и лексикографии. — Вып. 1. Сборник статей. — Махачкала: Институт ЯЛИ ДФИЦ РАН. — Махачкала, 2021. — С. 85-95.
- Халилов М. Ш. Русско-национальные терминологические словари по дагестанским литературным языкам // Мусаев С. А., Джидалаев Н. С., Алиева Б. М., Халилов М. Ш. Русско-лакский терминологический словарь. — Махачкала: Институт ЯЛИ ДФИЦ РАН, 2022. — С. 6-10.
- Халилов М. Ш. Активнее исследовать бесписьменные языки Дагестана//Сборник статей «Актуальные проблемы лексикологии и лексикографии». — Вып. 2. — Махачкала, Институт ЯЛИ ДФИЦ РАН, 2022. — С. 6-12.
- Халилов М. Ш. Библиографические указатели литературы по языкам Дагестана//Вопросы современной дагестанской лексикологии и лексикографии. — Вып. 3. — Махачкала, 2023. — С. 107—117.
- Халилов М. Ш. Диалектологические словари по дагестанским языкам//Абдулаев А. К., Халилов М. Ш. Диалектологический словарь цезского (дидойского) языка. — Махачкала: Институт ЯЛИ ДФИЦ РАН, 2023. — С. 6-15.
- Халилов М. Ш., Абдулаев А. К. Диалекты и говоры цезского (дидойского) языка: звукосоответствия между диалектами и говорами // Абдулаев А. К., Халилов М. Ш. Диалектологический словарь цезского (дидойского) языка. — Махачкала: Институт ЯЛИ ДФИЦ РАН. 2023. — С. 24-35.
- Халилов М. Ш. Лексика и лексикография дагестанских языков: итоги и перспективы //Халилов М. Ш. Лексика бежтинского языка. — Махачкала: Институт ЯЛИ ДФИЦ РАН, 2023. — С. 302—323.

### Тезисы докладов
- Халилов М. Ш. Бежтинские топонимы для обозначения Грузии. // Тезисы докладов научной сессии, посвященной итогам географических исследований в Дагестане. — Махачкала, 1981.
- Халилов М. Ш. Некоторые трудности в переводе «Евангелия от Луки» на бесписьменный бежтинский язык. // Международная научная конференция «Перевод Библии на литературах народов России, стран СНГ и Балтии». — М., 1999.
- Халилов М. Ш. Цезско-русские языковые контакты. // Всероссийская научная конференция «Проблемы лингвистической контактологии». — М, 1999.
- Халилов М. Ш. Дуратив в цезских языках. // Х Международный коллоквиум Европейского общества кавказоведов. — Мюнхен, 2000.
- Халилов М. Ш.,Тестелец Я. Г. Выражение эвиденциальности в бежтинском языке. // XI Международный коллоквиум Европейского общества кавказоведов. — М., 2002.
- Халилов М. Ш. Формы императивной серии в бежтинском языке. // XI Международный коллоквиум Европейского общества кавказоведов. — М., 2002.
- Халилов М. Ш. Сравнительный анализ библейских и коранических антропонимов (на материале перевода «Евангелия от Луки» на некоторые аваро-андо-цезские языки). // Международная научная конференция «Библия и Коран: переводы на языки мира». — М., 2004.
- Халилов М. Ш., Комри Б. Типология лексических заимствований на материале бежтинского языка. // Международная научная конференция по языкам Кавказа. Институт эволюционной антропологии. — Лейпциг, 2007.
- Халилов М. Ш. Сложносуффиксальный способ словообразования в бежтинском языке. // Международная научная конференция по языкам Кавказа. Институт эволюционной антропологии. — Лейпциг, 2007.
- Khalilov M.Sh., Bernard Comrie, Khalidova R.Sh. Ancient persian words in languages of South-west Daghestan (Древние иранизмы в языках северо-западного Дагестана). // International Conference: «Iran and the Caucasus: Unity and Diversity». June 06-08 — Yerevan, 2008.
- Халилов М. Ш., Алиева З. М. Некоторые актуальные вопросы словообразования дагестанских языков. // Международная научная конференция по языкам Кавказа. Институт эволюционной антропологии. — Лейпциг, 2011.
- Bernard Comrie, Diana Forker, Zaira Khalilova, Madzhid Khalilov «Antipassives in Tsezic and beyond» (Антипассив в цезских языках) // Conference «Diversity Linguistics — Retrospect and Prospect». Leipzig, May 1-3, 2015.
- Халилов М. Ш., Бектемирова П. М. Глагольный корень в бежтинском языке. // Международный симпозиум лингвистов-кавказоведов. — Тбилиси (Грузия), 2015.
- Khalilov M.Sh. Some traits of Old Georgian influence on Tsezic languages // «Historical Linguistics of the Caucasus». Тезисы докладов международной научной конференции — Paris, 2017. — P. 78-81.
- Халилов М. Ш., Халилова З. М. Личные имена в дагестанских языках: формальные и функциональные особенности // Международная конференция Институт языкознания. «Лингвистический форум „Коренные языки России и мира“. М., 2019 г.

### Труды под редакцией
- Лугуев С. А., Магомедов Д. М. Бежтинцы (историко-этнографический очерк). — Отв. ред. М. Ш. Халилов- Махачкала: Институт ИАЭ Даг. филиала АН СССР, 1994.
- Стихотворение А. С. Пушкина „Я памятник себе воздвиг нерукотворный…“ на языках народов Дагестана. — Составитель М. Ш. Халилов. — Махачкала: ИЯЛИ ДНЦ, 1999.
- Магомедова П. Т., Халидова Р. Ш. Каратинско-русский словарь. — Отв. ред. М. Ш. Халилов. — СПб.-Махачкала: Скрипториум, 2001
- Халиков М. К., Эфендиев И. И. Словарь ориентализмов в аварском языке. — Отв. ред. М. Ш. Халилов. — Махачкала, 2002.
- Алиева З. М. Словообразование в чамалинском языке. — Отв. ред. М. Ш. Халилов. — Махачкала: Институт ЯЛИ ДНЦ РАН, 2003.
- Магомедова П. Т. Тиндинско-русский словарь. — Отв. ред. М. Ш. Халилов. — Махачкала: Институт ЯЛИ ДНЦ РАН, 2003.
- Магомедова П. Т. Багвалинско-русский словарь. — Отв. ред. М. Ш. Халилов. — Махачкала: Институт ЯЛИ ДНЦ РАН, 2004.
- Селимов А. А. Заимствованная лексика терских говоров.- Отв. ред. М. Ш. Халилов: Махачкала: Институт ЯЛИ ДНЦ РАН. — 2004.
- Халидова Р. Ш. Аварско-андийские языковые контакты — Отв. ред. М. Ш. Халилов: Институт ЯЛИ ДНЦ РАН.- Махачкала, 2006.
- Саидова П. А. Годоберинско-русский словарь. — Отв. ред. М. Ш. Халилов Махачкала: Институт ЯЛИ ДНЦ РАН. — 2006.
- Тагирова З. М. Гергебильский говор аварского языка. — Отв. ред. М. Ш. Халилов. — Махачкала: Институт ЯЛИ ДНЦ РАН, 2006.
- Магомедова П. Т., Абдулаева И. Ш. Ахвахско-русский словарь. — Отв. ред. М. Ш. Халилов.- Махачкала: Институт ЯЛИ ДНЦ РАН, 2007.
- Саламова З. М. Животноводческая лексика в анцухском диалекте аварского языка. — Отв. ред. М. Ш. Халилов. — Махачкала: Дагестанский медицинский университет, 2007.
- Саидова П. А., Абусов М. А. Ботлихско-русский словарь. — Отв. ред. М. Ш. Халилов.- Махачкала: Институт ЯЛИ ДНЦ РАН, 2012.
- Каримова Р. Ш. Хваршинский фольклор. — Отв. ред. М. Ш. Халилов. — Лейпциг-Махачкала: Институт эволюционной антропологии, 2013.
- Абдулхалимова Р. О. Становление и развитие терминологии аварского литературного языка. — Отв. ред. М. Ш. Халилов. — Махачкала, 2014.
- Халидова Р. Ш., Умарова П. У. Устаревшая лексика в современном аварском языке. — Отв. ред. М. Ш. Халилов. — Махачкала, 2014.
- Абдулмеджидова (Алиева) Р. А. Отраслевая лексика бежтинского языка. — Отв. ред. М. Ш. Халилов. — Махачкала, 2014. −125 с.
- Киева З. Х. Лингвистическая терминология ингушского языка. — Отв. ред. М. Ш. Халилов. — Махачкала, 2015.
- Исмаилова Э. И. Рутульская топонимия: структурно-семантический аспект. — Отв. ред. М. Ш. Халилов.- Махачкала: Институт ЯЛИ ДНЦ РАН, 2015.
- Оцомиева-Тагирова З. М. Гергебильский говор аварского языка: Языковые особенности и топонимия. — Отв. ред. М. Ш. Халилов. — Махачкала: Институт ЯЛИ ДНЦ РАН, 2015.
- Халидова Р. Ш. Каратинские сказки. — Отв. ред. М. Ш. Халилов. — Махачкала: Изд-во „Эпоха“, 2017. — 176 с.
- Саидова П. А. Словарь андалальского диалекта аварского языка — Отв. ред. М. Ш. Халилов. — Махачкала: Институт ЯЛИ им. Г. Цадасы ДНЦ РАН. — 786 с. ISBN 978-5-00-128257-0.
- Исаков И. А. Кусурский диалект аварского языка. — Отв. ред. и подготовка к изданию, вступительная статья и приложения М. Ш. Халилова. — Махачкала, Институт ЯЛИ ДФИЦ РАН, 2020. — 172 с. ISBN 978-5-00-128471-0
- Актуальные проблемы современной лингвистики и лингводидактики (Сборник статей к 80-летию проф. В. М. Загирова). — Отв. ред. М. Ш. Халилов. — Махачкала: Дагестанский государственный педагогический университет. — Махачкала, 2020. — 392 с. ISBN 978-5-00-128527-4.
- Вопросы современной дагестанской лексикологии и лексикографии. Вып. 1. Сборник статей. — Отв. ред. М. Ш. Халилов. — Махачкала: Институт ЯЛИ ДФИЦ РАН, 2021. — 310 с. ISBN 978-5-00-128802-2
- Вопросы современной дагестанской лексикологии и лексикографии. Вып. 2. Сборник статей. — Отв. ред. М. Ш. Халилов. — Махачкала: Институт ЯЛИ ДФИЦ РАН. 2022. — 130 с. ISBN 978-5-00-212170-0
- Загиров В. М. Диалектология табасаранского языка. — Отв. ред. М. Ш. Халилов.- Махачкала: Дагестанский государственный педагогический университет. 2022. — 320 с. ISBN 978-5-00-212074-1
- Чанаханов О. Д., Чанаханова М. О. Русско-тукитинский разговорник / Отв. ред. проф. М. Ш. Халилов. — Ч. 1. — Махачкала: Издательство ДГУ, 2024. −119 с. ISBN 978-5-9913-0301-9
- Чанаханов О. Д., Чанаханова М. О. Русско-тукитинский тематический словарь и русско-тукитинский словарь-минимум / Отв. ред. проф. М. Ш. Халилов. — Ч. 2. — Махачкала: Издательство ДГУ, 2024. — 224 с. ISBN 978-5-9913-0300-2
- Чанаханов О. Д., Чанаханова М. О. Краткий очерк современного тукитинского языка-диалекта / Отв. ред. проф. М. Ш. Халилов. — Ч. 3. — Махачкала: Издательство ДГУ, 2024. — 90 с. ISBN 978-5-9913-0299-9

Рецензии на труды
- Гамзатов Г. Г. Бесписьменный, но живой и реальный. // Бежтинско-русский словарь. — Махачкала, 1995.
- Джидалаев Н. С. Своя книга у народа. // „Дагестанская правда“. — 4 октября 1996.
- Wolfgang Schulze. Bezhtinsko-russkij slovar, [Bezhta-Russian Dictionary] (M.Sh. Xalilov, 1995). // Anthropological Linguistics. Vol.41., no.4. Bloomington, USA. 1999. c.-570-574. — ISSN 00035483
- Мухӏамадов М. Къватӏибе бачӏана бежтӏадерил мацӏалда хъвараб тӏоцебесеб тӏехь (Вышла первая книга на бежтинском языке). // „Цӏияб гӏумру“(Новая жизнь). — 31 марта 2000.
- Расулова Б. Ракълиде ахӏула тӏолалго диназ (К миру призывают все религии). // „Хӏакъикъат“ (Истина). — 11 марта 2000.
- Гюльмагомедов А. Г. Бесписьменные языки Дагестана. // Вестник Дагестанского научного центра. — Махачкала: ДНЦ РАН, 2004. — № 16.
- Старостин С. А., Тестелец Я. Г. Словари бесписьменных языков Дагестана. // Известия РАН. Серия литературы и языка. Т.63. — М.Наука, 2004.- с.55-59.
- Старостин С. А., Тестелец Я. Г. Словари бесписьменных языков Дагестана. // Вестник Дагестанского научного центра. — Махачкала: ДНЦ РАН, 2004. — № 2.
- Гасанов М. Р., Эфендиев И. И. Языки народов-братьев или о грузинско-дагестанских языковых контактах. // „Махачкалинские известия“. — 20 августа 2004. — № 33.
- Гасанов М. Р., Эфендиев И. И. Шаг к вершинам науки // „Хӏакъикъат“ (Истина). — 31 августа 2004.
- Гасанов М. Р., Эфендиев И. И. Первый опыт. Грузинско-дагестанские языковые контакты». // «Дагестанская правда». — 23 октября 2004. — № 257—258.
- Шахбиева М. Х. «Климов Г. А., Халилов М. Ш. Словарь кавказских языков: сопоставление основной лексики». // Социальные и гуманитарные науки. Отечественная литература. Сер. 6. Языкознание.- 2004.- с. 150—152.
- Алексеев М. Е. "Халилов М. Ш. «Грузинско-дагестанские языковые контакты». // Вопросы языкознания. — 2005. № 3. — с. 142—145.
- Алексеев М. Е. "Халилов М. Ш., Магомаева Х. М. "Аварские заимствования в некоторых андийских языках. // Кавказский лингвистический сборник. — 2005. № 16. — с. 169—176.
- Maria Polinsky, Kirill Shklovsky. Ginuxsko-russkij slovar, [Hinukh-Russian Dictionary] (M.Sh. Xalilov and I.A. Isakov, 2005). // Anthropological Linguistics. Vol. 49., no. 3-4. Bloomington, USA. 2007. c. −445-449. — ISSN 00035483
- Аджиев А. М. Ценное и своевременное издание (М. Ш. Халилов. Бежтинско-русский фразеологический и фольклорно-этнографический словарь. — Лейпциг-Махачкала, 2014, 386 стр.) // Вестник Института ЯЛИ Дагестанского научного центра РАН, — Махачкала, 2015. № 8.
- Шихалиева С. Х. «Халилов М. Ш. Из бежтинских теснин на европейские просторы» / Отв. ред. Заира Халилова. — Махачкала: Институт ЯЛИ ДНЦ РАН, 2018. — 438 с. // Родной язык. № 1, — Москва, 2019.
- Алиева З. М. Рецензия на книгу Халилова М. Ш. На устах у бежтинцев: легенды, предания, сказки и рассказы // Вопросы дагестанской лексикологии и лексикографии. 2021: Сборник статей. — Махачкала: Институт ЯЛИ ДФИЦ РАН.- Махачкала, 2021.

## Награды и премии
- Заслуженный деятель науки Республики Дагестан (2001)
- Заслуженный деятель науки Российской Федерации (2018)
- Лауреат Государственной премии Республики Дагестан (2021)
- Всероссийская общественная премия за сохранение языкового многообразия в Российской Федерации